# Rimanóczy Yvonne
Rimanóczy Yvonne (Budapest, 1930. július 14. –) Jászai Mari-díjas magyar jelmeztervező.

## Életpályája, munkássága

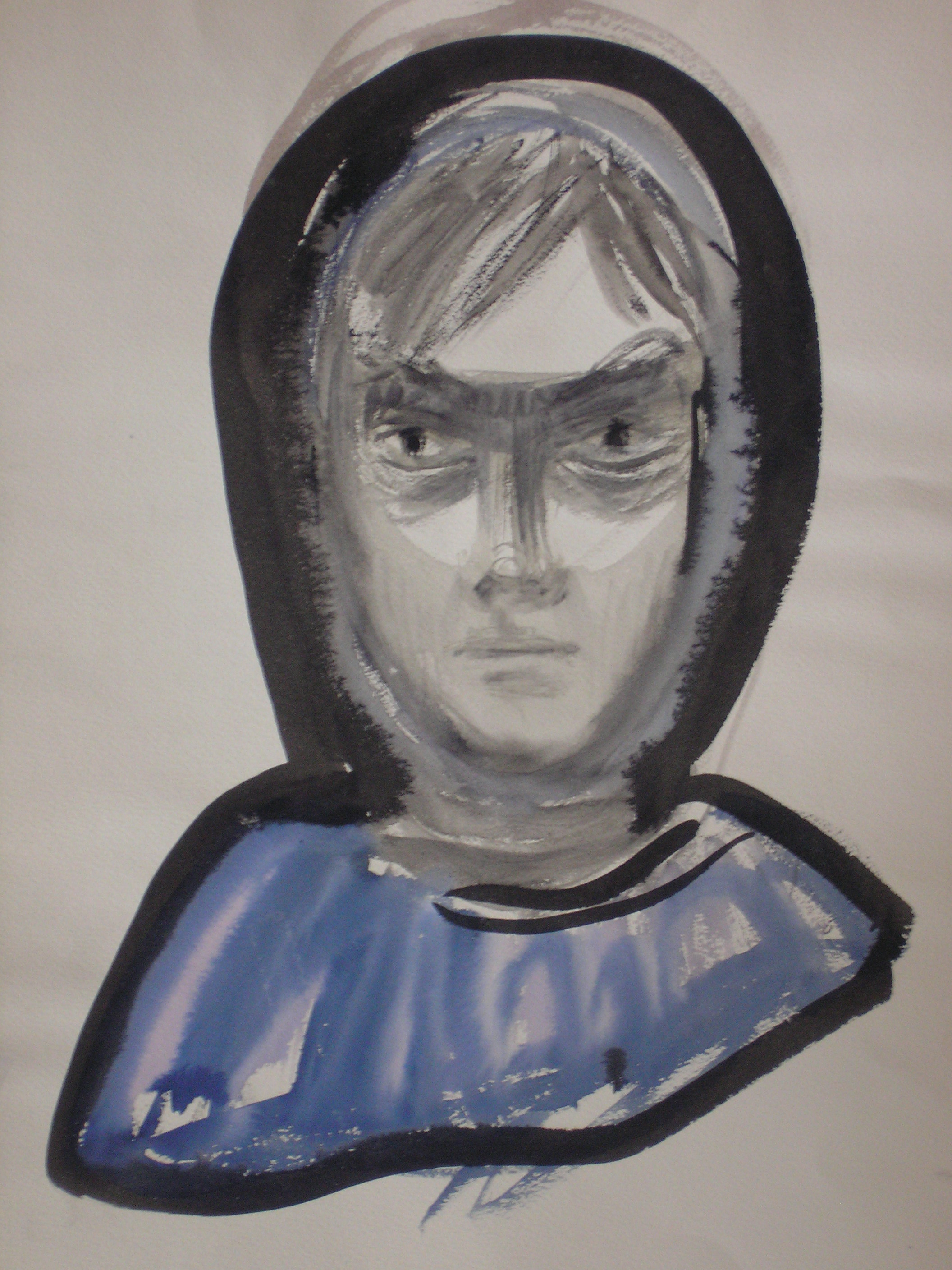
Rimanóczy Yvonne önarcképe

Apja, Rimanóczy Gyula az avantgárd építészet kiemelkedő alkotója volt. Anyja a francia származású Foucault Yvonne. Mindkét testvére, ifj. Rimanóczy Gyula és Rimanóczy Jenő építészként dolgozott.
A Magyar Iparművészeti Főiskola jelmeztervezői szakának elvégzése után, 1952-ben ösztöndíjasként a Nemzeti Színházban, Nagyajtay Teréz mellett kezdte meg a pályáját. 1955-ben Ascher Oszkár meghívta az  Állami Déryné Színházhoz jelmeztervezőnek. 1985-ben bekövetkezett nyugdíjazásáig az Állami Déryné Színháznál, illetve annak utódszínházánál – Népszínház –  tervezett. A színház jellege miatt - faluszínház - jelmeztervek sokaságát készítette. Ezen felül több fővárosi és vidéki (békéscsabai, kecskeméti, pécsi, szolnoki stb.) színháznak is dolgozott. Stílusbiztonság, ízlés, elegancia jellemezte terveit. Kiemelkedő munkáját 1964-ben Jászai Mari-díjjal jutalmazták.
Sostarics Györggyel kötött házasságából született Yvette nevű lánya, aki neves animátor.

## Jelmeztervei

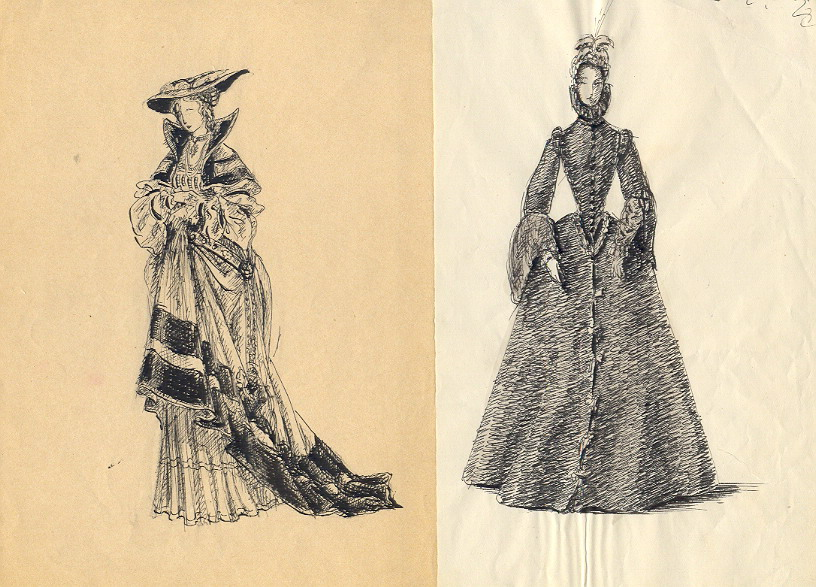
Főiskolai tanulmány

- Kemény Egon - Machiavelli - Vidor Miklós átköltése: „Mandragora” avagy a maszlagról szóló játék Komédia 3 felvonásban, 1947
- Vörösmarty Mihály: Csongor és Tünde
- Carlo Goldoni: Két úr szolgája, 1954
- Kálmán Imre: Montmartrei ibolya, 1954
- Vaszy Viktor: Dankó Pista, 1955 (A daljáték zenéjét Dankó Pista dalaiból állította össze Vaszy V.)
- Molière: Dandin György, 1955
- Fényes Szabolcs: Két szerelem,  1955
- Friedrich Schiller: Ármány és szerelem, 1955
- Csiky Gergely: Mákvirágok, 1957
- Szirmai Albert: Tabáni legenda, 1957
- John Boynton Priestley: Váratlan vendég, 1957
- Niccolò Machiavelli: Mandragóra, 1957
- William Shakespeare: Rómeó és Júlia, 1957
- Molière: A nők iskolája, 1957
- Dobozy Imre: Szélvihar, 1958
- Szirmai A.: Mágnás Miska, 1958
- Roger Martin du Gard.: Furfangos örökösök, 1958
- Heltai Jenő: A tündérlaki lányok, 1959
- Berté Henrik: Három a kislány, 1959
- Móricz Zsigmond: Légy jó mindhalálig, 1959
- Pierre Augustin de Beumarchais: A sevillai borbély, 1959
- Hervé: Nebáncsvirág, 1959
- Shakespeare, W.: A makrancos hölgy, 1959
- Schiller, F.: Ármány és szerelem, 1960
- Jacobi Viktor: Leányvásár, 1960
- Katona József: Bánk bán, 1960
- Lope de Vega: A kertész kutyája, 1961
- Kodály Zoltán: Háry János, 1961
- Szigligeti Ede: Liliomfi, 1961
- Bródy Sándor: A tanítónő, 1961
- Kemény Egon - Tabi László - Erdődy János: „Valahol Délen”, a nagyoperett kamaraváltozata, Kemény Egon átdolgozása hét tagú zenekarra, 1962
- Henrik Ibsen: Nóra (Babaotthon),  1962
- Shakespeare, W.: Vízkereszt, vagy amit akartok, 1962
- Kálmán Imre: Csárdáskirálynő, 1962
- Szophoklész: Antigoné, 1962
- Jacobi V.: Sybill, 1963
- Molnár Ferenc: Olympia, 1963
- Johann Strauss: Denevér, 1963
- Szigligeti Ede: Mama, 1963
- Federico García Lorca: Bernarda Alba háza, 1963
- Kacsóh Pongrác: János vitéz. 1963
- Shakespeare, W.: Hamlet, dán királyfi, 1964
- G. B. Shaw: Pygmalion, 1964
- Gaetano Donizetti: Az ezred lánya, 1965
- Shaw G.B.: Warenné mestersége, 1965
- Heltai Jenő: Néma levente, 1966
- Anton Pavlovics Csehov: Sirály, 1966
- Shakespeare, W.: Othello, 1966
- Strauss, J.: A cigánybáró, 1966
- Molière: Dandin György, 1968
- Kacsóh P.: János vitéz, 1968
- Örkény István: Tóték, 1968
- Molnár F.: Liliom, 1968
- Németh László: Villanyfénynél, 1969
- Otto Nicolai: A windsori víg nők, 1970
- Madách Imre: Az ember tragédiája, 1970
- Donizetti, G.: Szerelmi bájital, 1971
- Illyés Gyula: Fáklyaláng, 1971
- Shakespeare, W.: Szentivánéji álom, 1971
- Szigligeti E.: Szökött katona, 1972
- Ránki György: Pomádé király új ruhája, 1973
- Shaw, G. B.: A szerelem ára, 1973
- Bedřich Smetana: Eladott menyasszony, 1973
- Gárdonyi Géza: A bor, 1974
- Gioachino Rossini: A sevillai borbély, 1974
- Németh L.: Szörnyetegek, 1974
- Berkes P.: Bezzeg Töhötöm, 1977.
- Sütő András: Vidám sirató egy bolygó porszemért
- J. B. Presley: Veszélyes forduló, 1980

A felsoroltakon kívül még számos színmű, opera és film jelmezterveit készítette el, többek között a Békéscsabai Jókai Színház, a Szegedi Nemzeti Színház, a Kecskeméti Katona József Színház, a Pécsi Nemzeti Színház és a Szolnoki Szigligeti Színház részére. Az elkészített jelmeztervek tételes jegyzéke még nem ismert. Nyugdíjazásáig körülbelül 500 színműhöz készített jelmezterveket. Az eredeti jelmezterveinek egyik része az OSZK Színháztörténeti Tár gyűjteményében, másik része Rimanóczy Yvonne tulajdonában találhatók.
Továbbá több jelmeztervet készített a Magyar Televízió részére is.

## Képgaléria

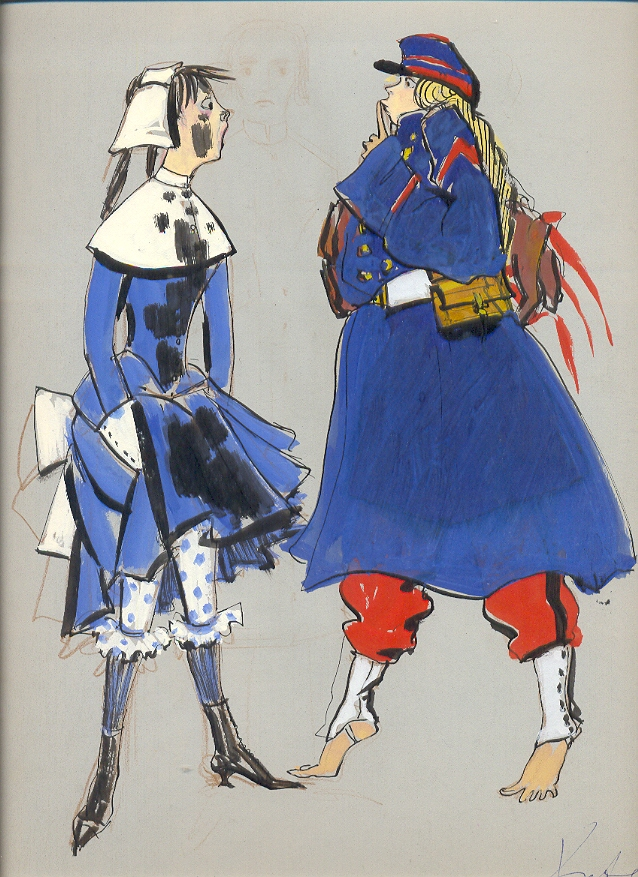
Makrancos hölgy
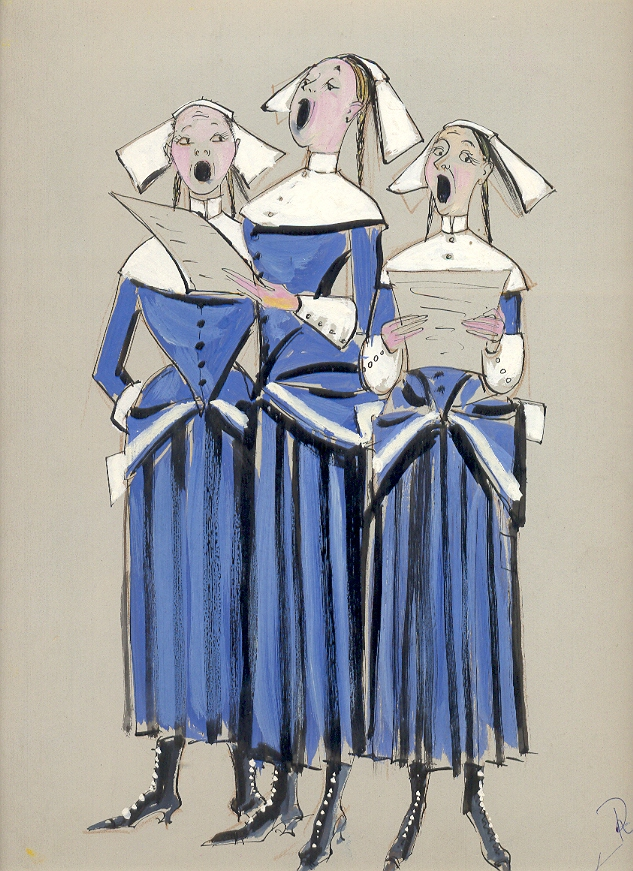
Makrancos hölgy
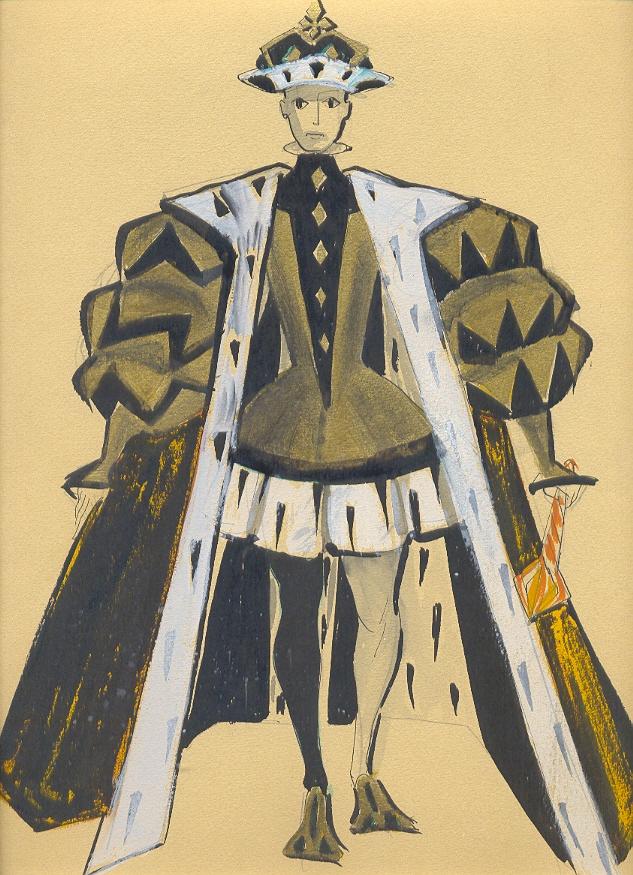
Hamlet
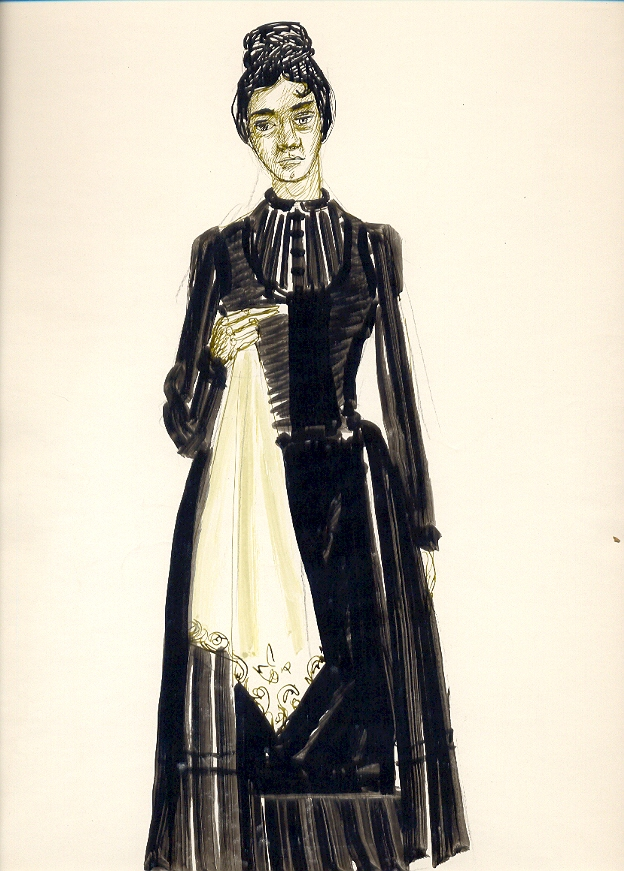
Bernarda Alba háza
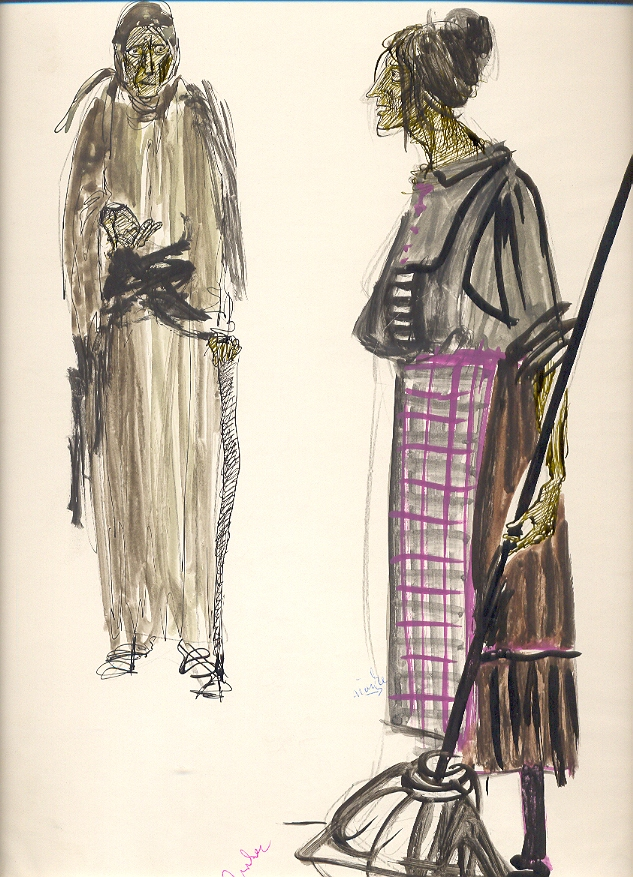
Bernarda Alba háza
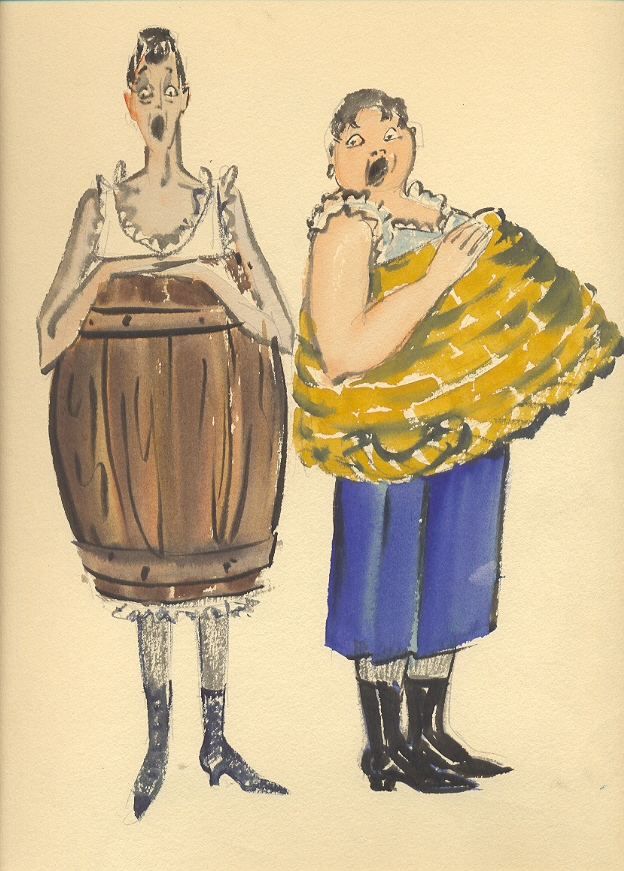
Makrancos hölgy
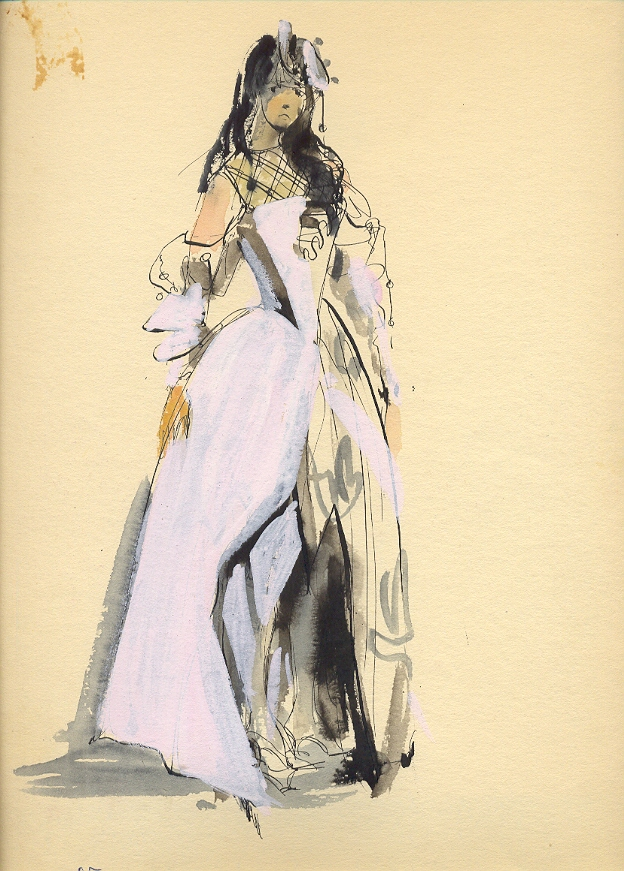
Makrancos hölgy
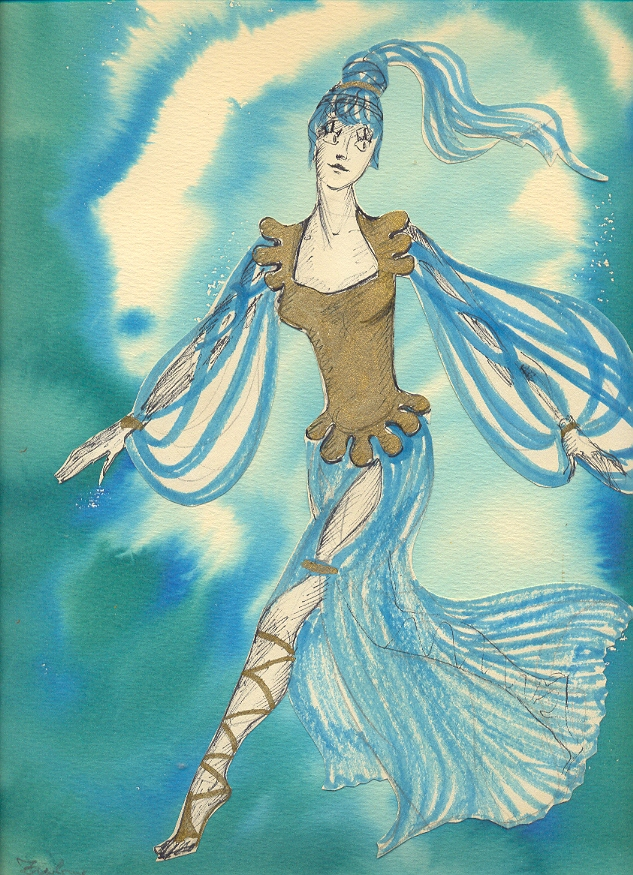
Szentivánéji álom
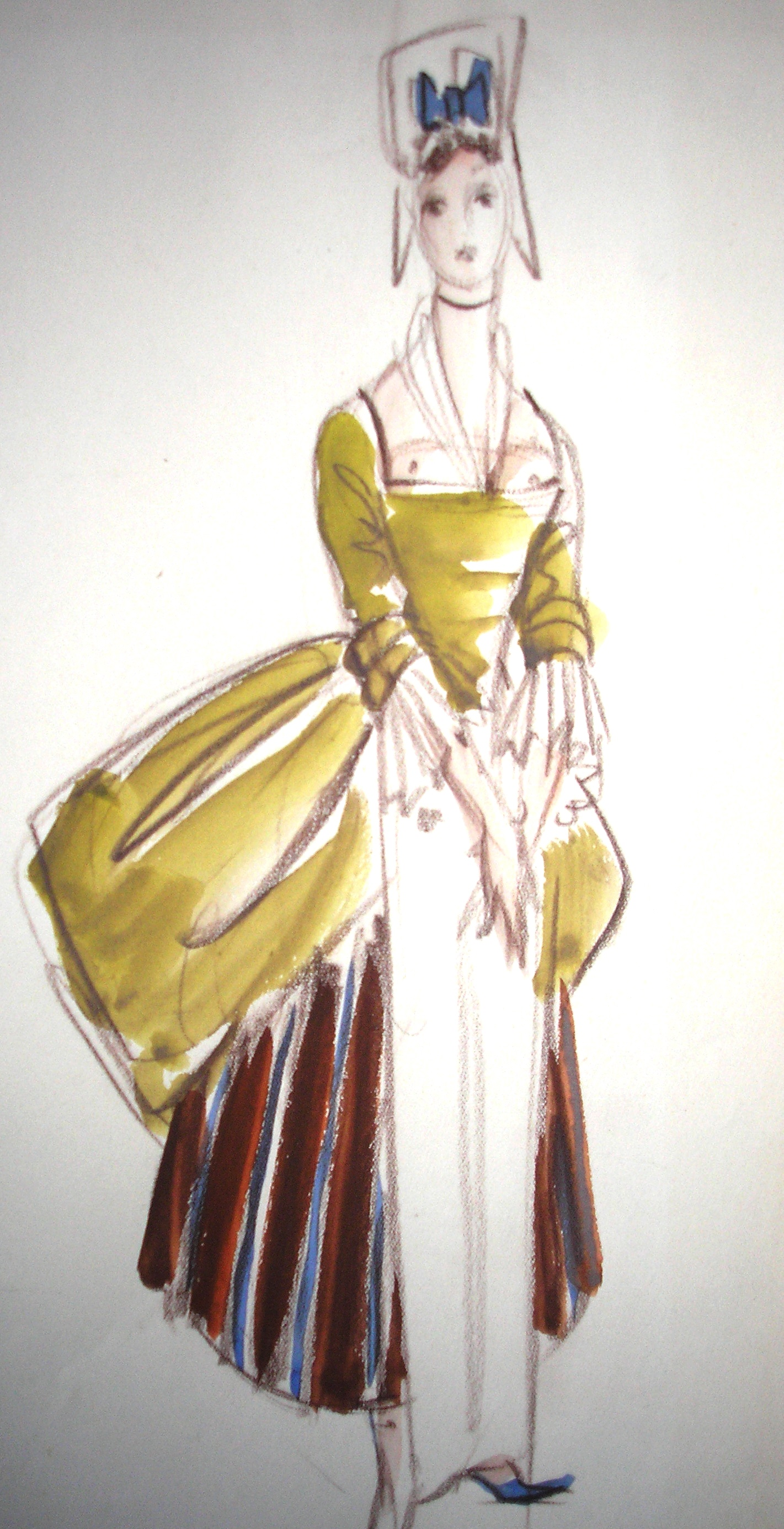
azonosítatlan
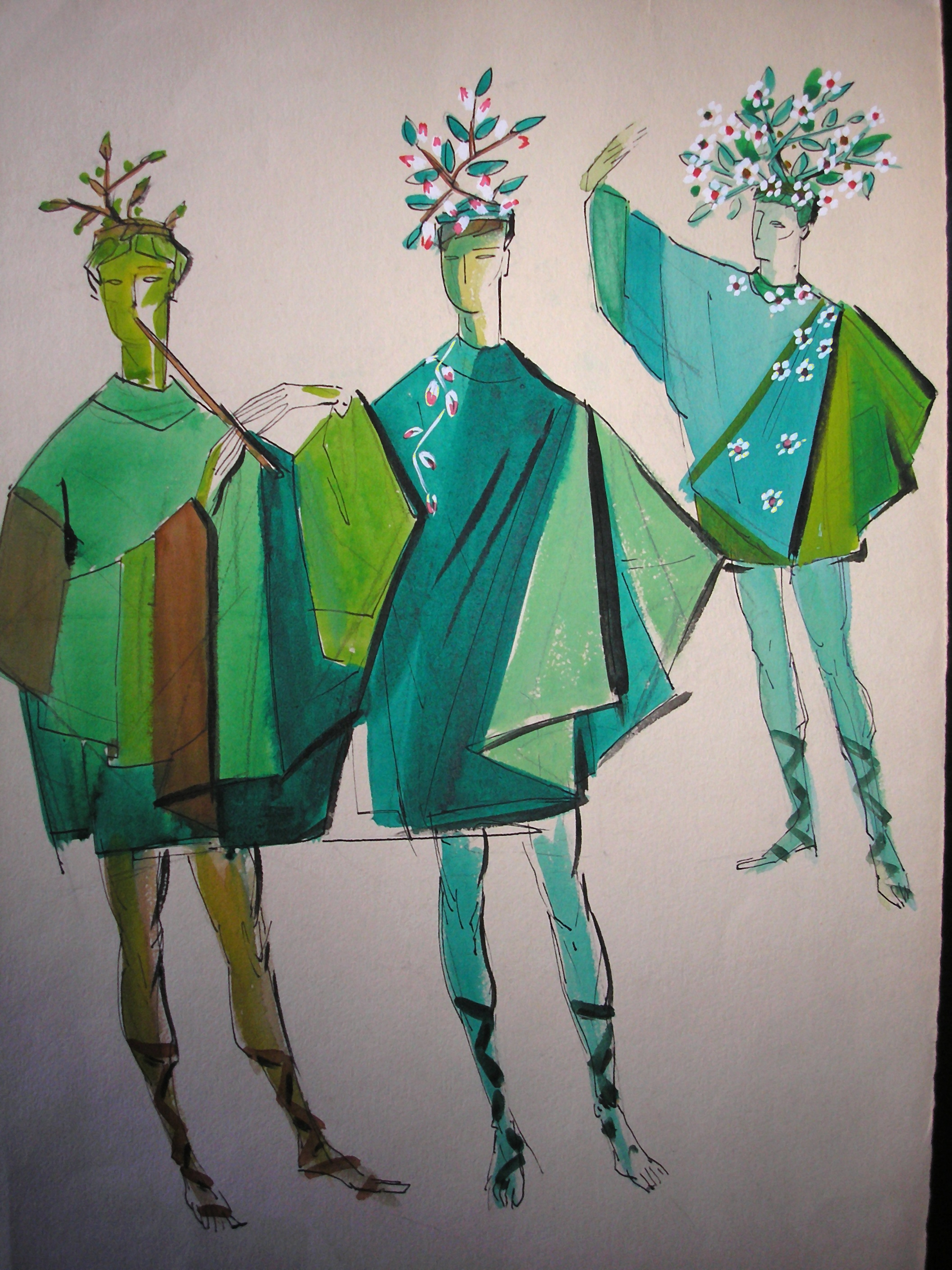
azonosítatlan
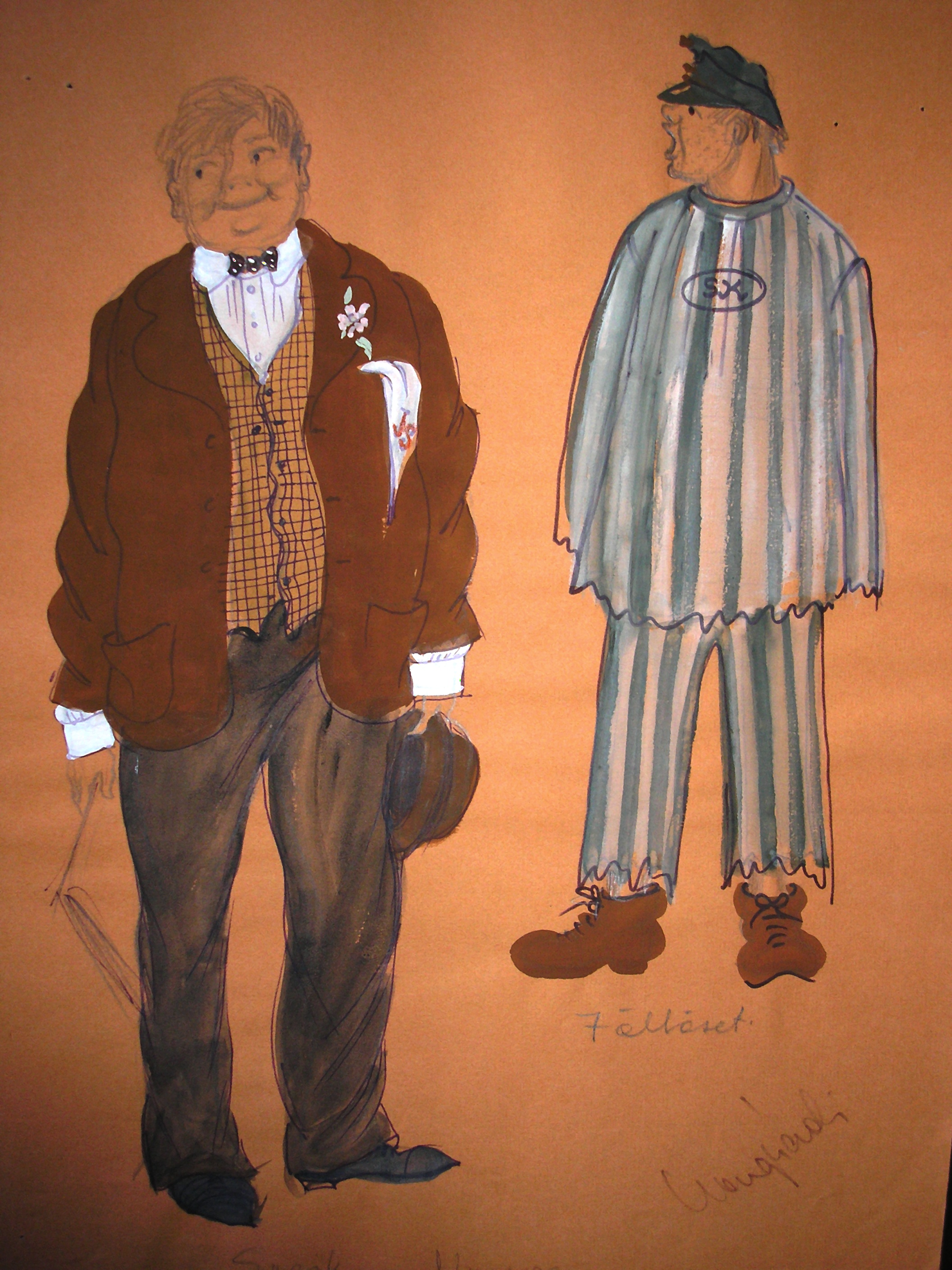
Svejk
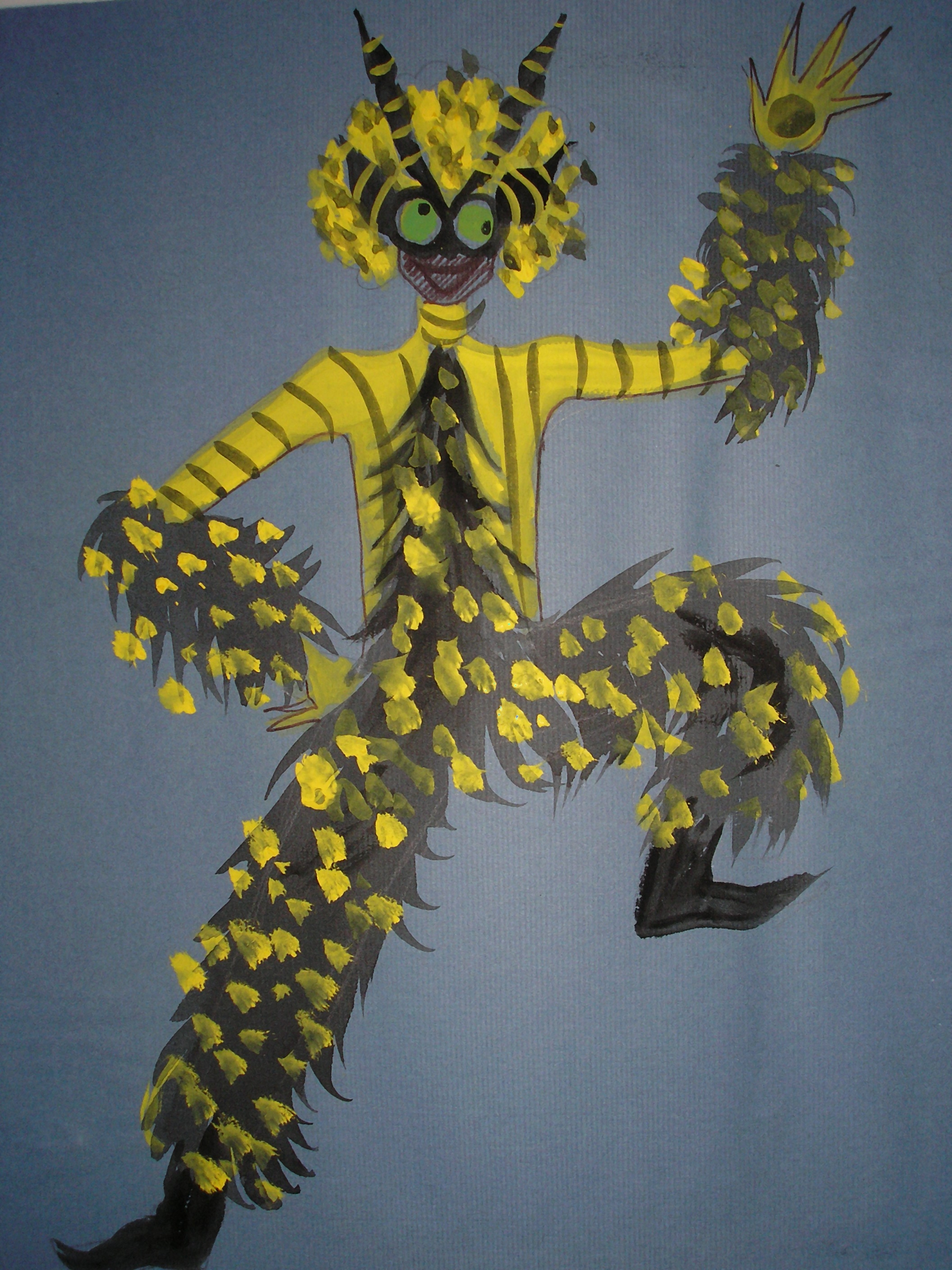
Éj a kopár hegyen
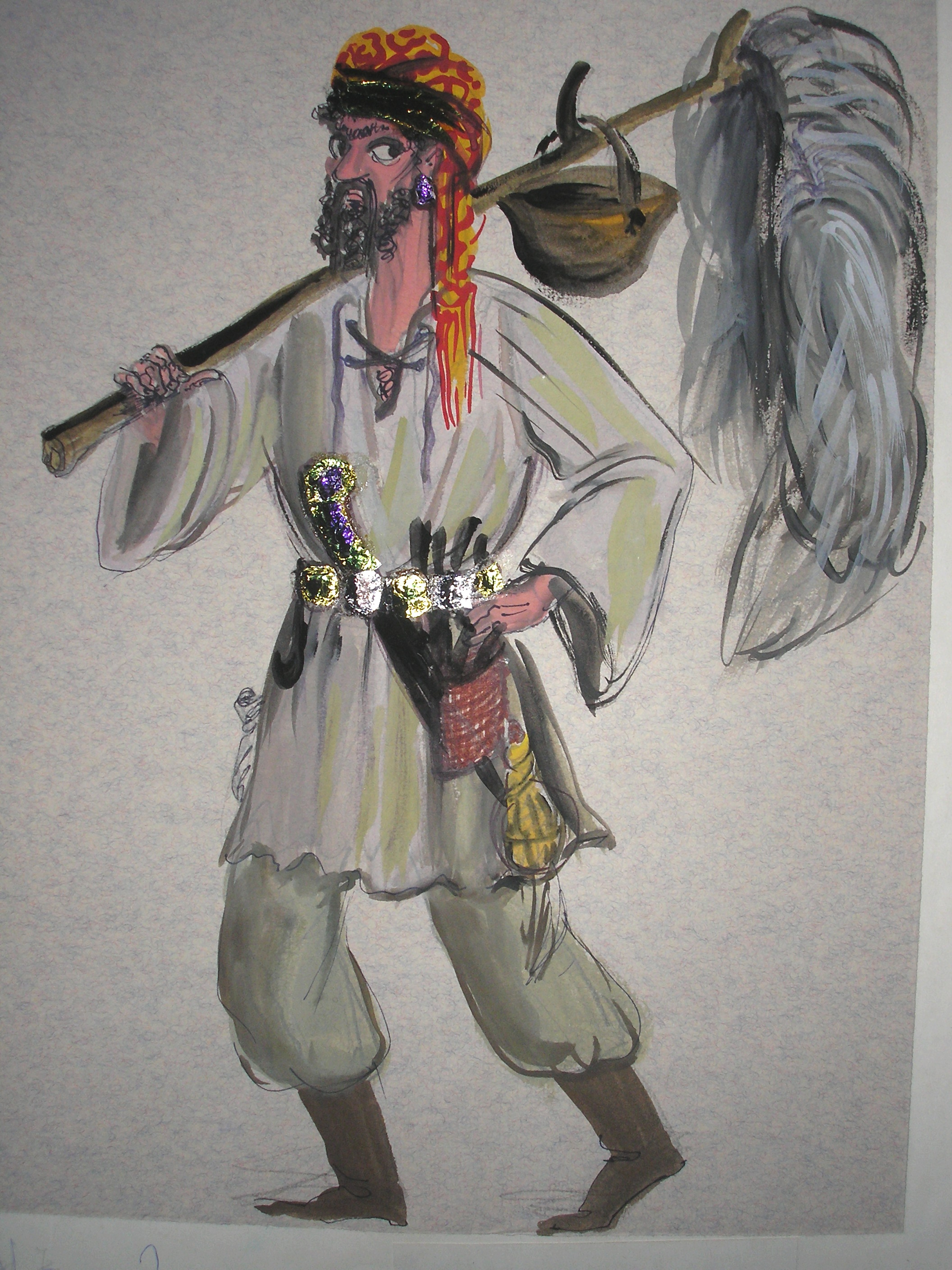
Szorocsinci vásár
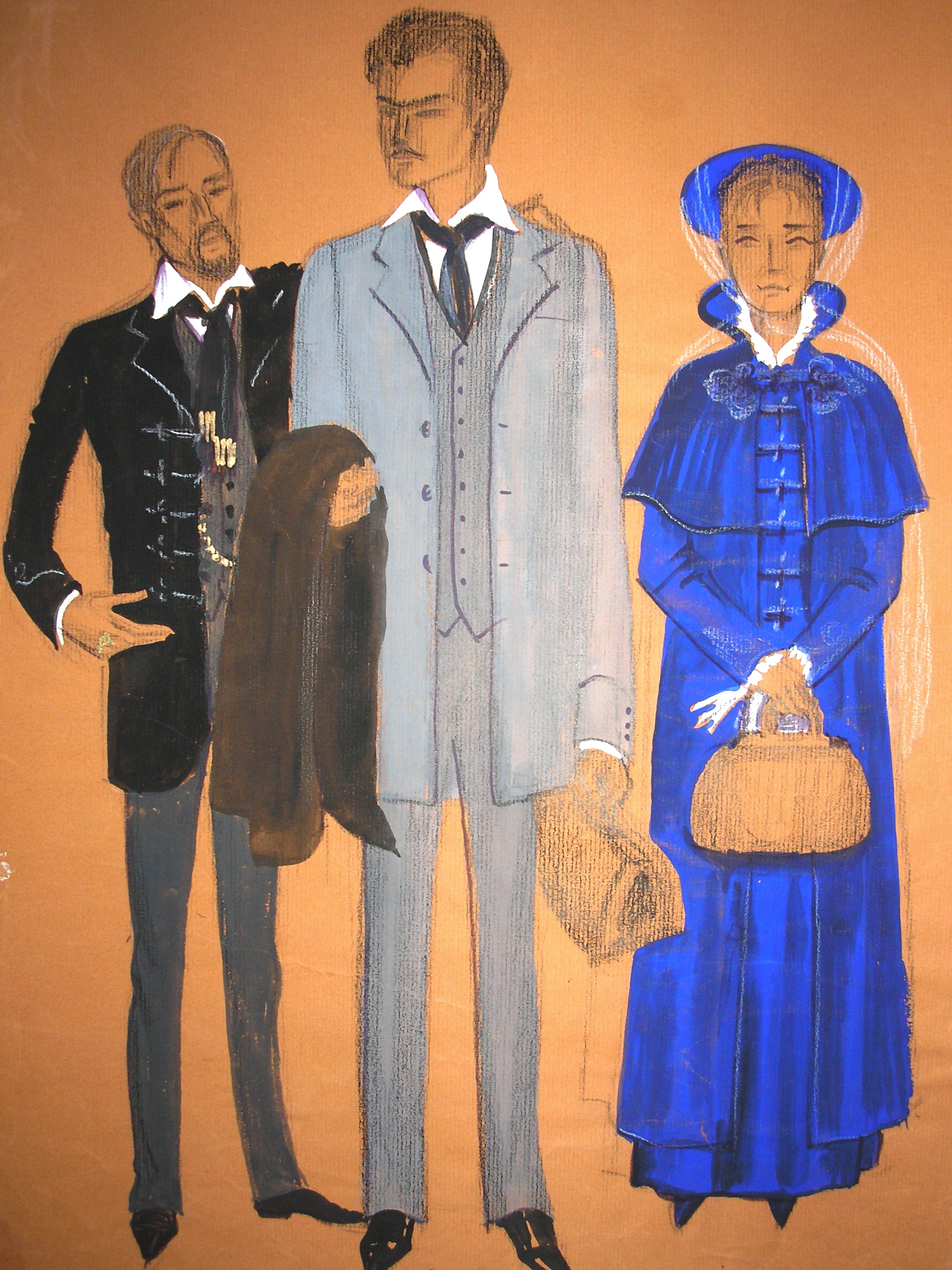
Svejk
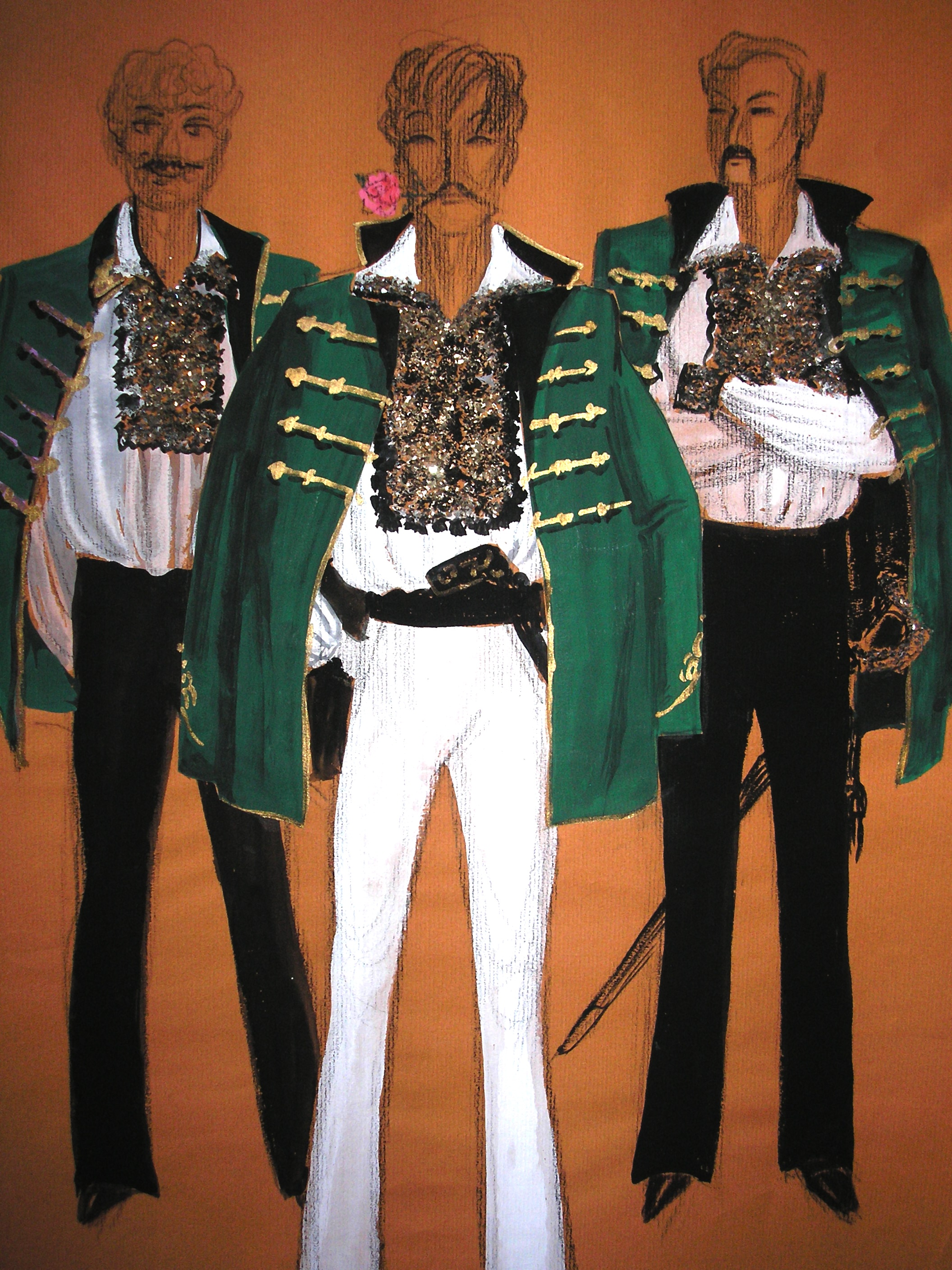
Svejk
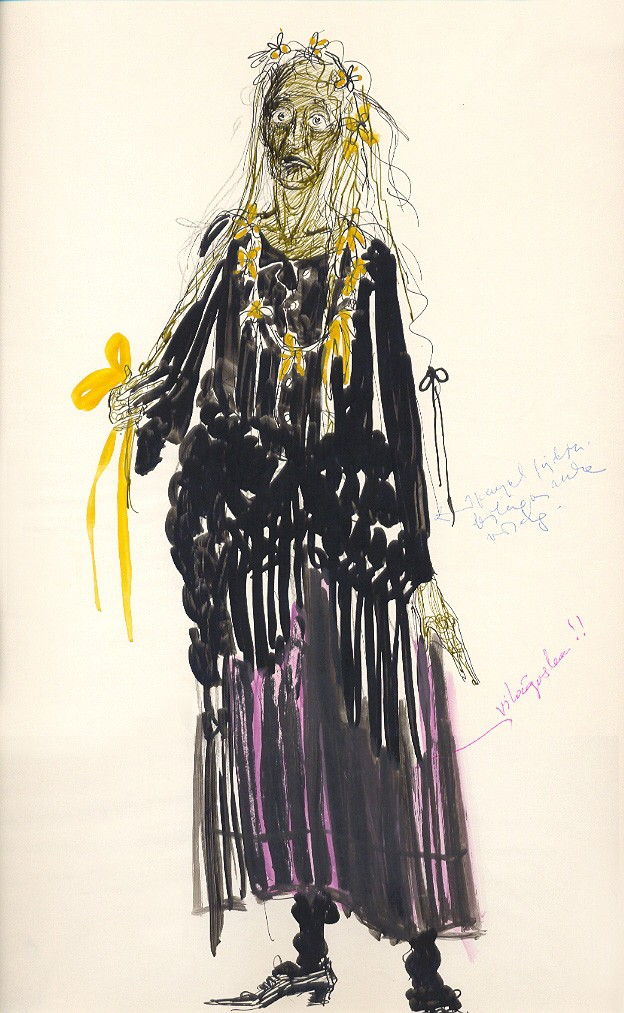
Bernarda Alba háza
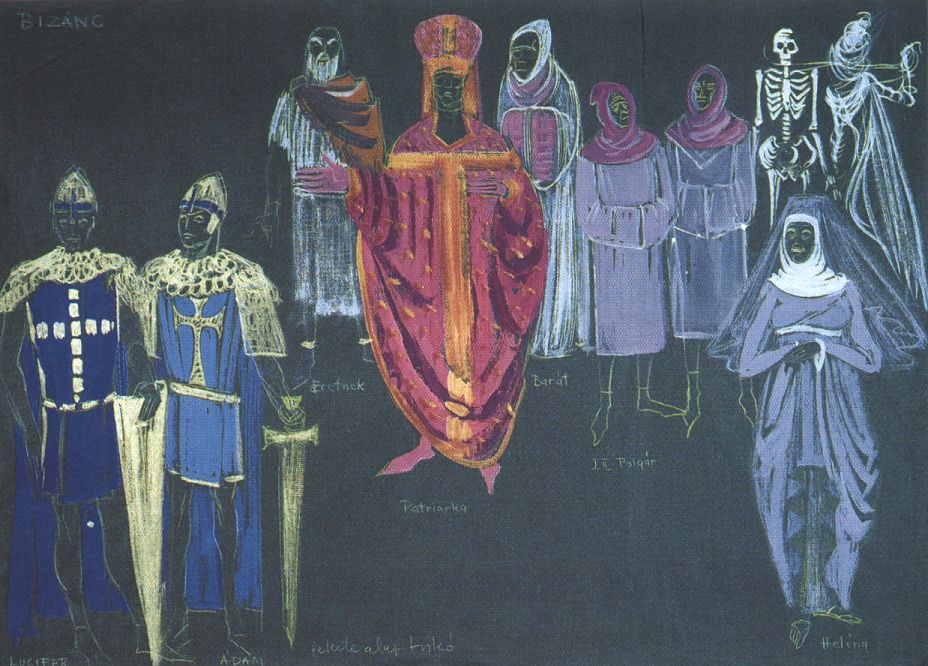
Madách: Az ember tragédiája
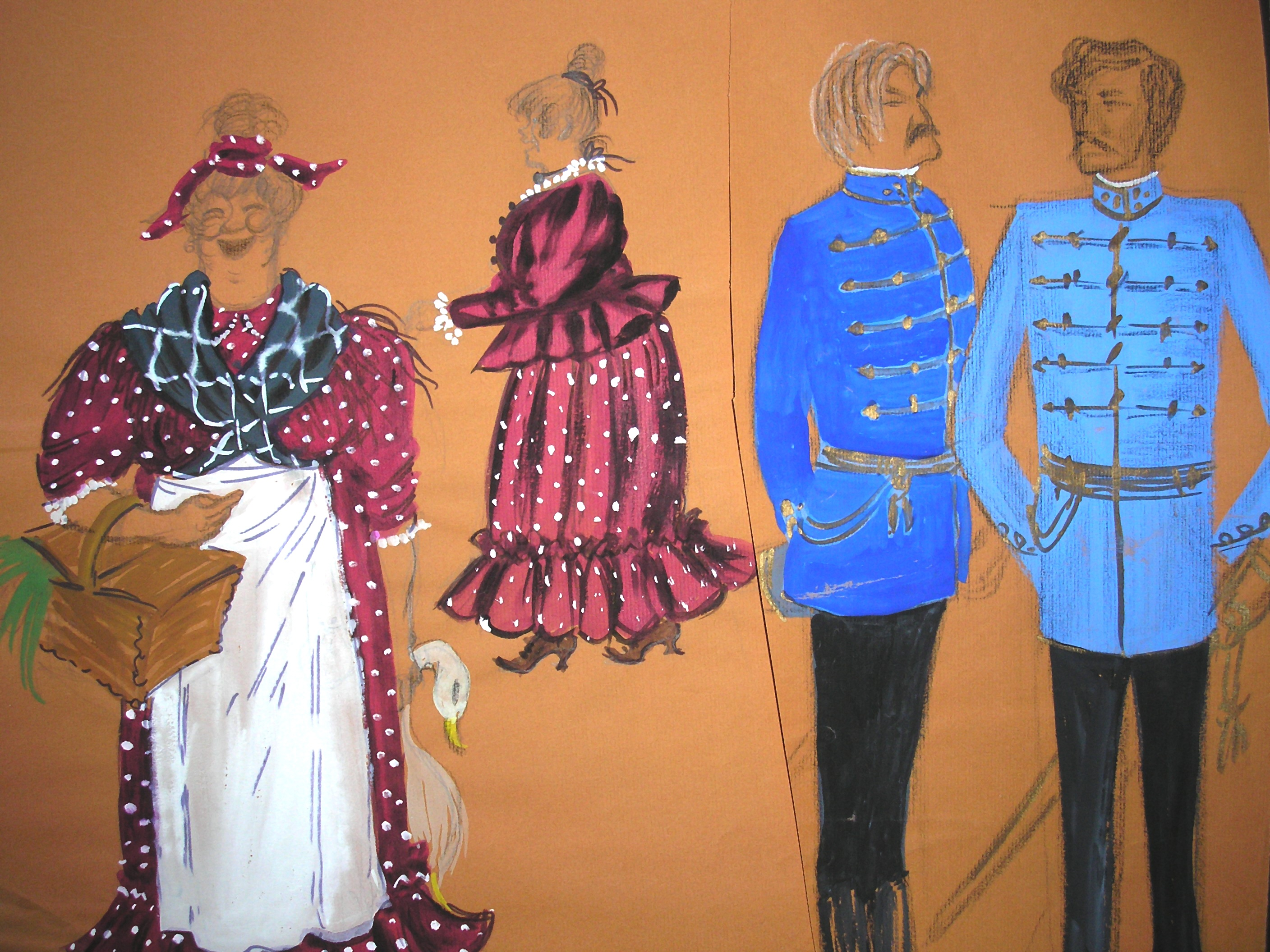
Svejk

## Külső hivatkozások
- Magyar színházművészeti lexikon. Főszerk. Székely György. Budapest: Akadémiai. 1994.  ISBN 963-05-6635-4
- Nagyajtai Teréz
- Állami Déryné Színház
- Ascher Oszkár
- KI KICSODA. 1981 (Rimanóczy Yvonne 582. oldal).
- Babaotthon Archiválva 2012. március 19-i dátummal a Wayback Machine-ben
- OSZK Színháztörténeti Tár. Grafikai és Szcenikai gyűjtemény.
- István Mária: Az ember tragédiájának látványvilága.(Színről színre. Bp., 1999. november 22. Archiválva 2007. november 20-i dátummal a Wayback Machine-ben
- Budapesti Kamaraszínház-Ericson Studió  Archiválva 2022. április 17-i dátummal a Wayback Machine-ben